# Epicoma melanosticta
Epicoma melanosticta is een vlinder uit de familie van de tandvlinders (Notodontidae), uit de onderfamilie van de Thaumetopoeinae. Deze soort is voor het eerst wetenschappelijk beschreven als Bombyx melanosticta door Edward Donovan in een publicatie uit 1805.
De soort komt voor in Australië.